# II. Nikaré
II. Nikaré az ókori egyiptomi XVI. dinasztia egyik uralkodója volt. Mivel a második átmeneti korban uralkodott, kevés említése maradt fenn, mindössze pár szkarabeuszról ismert. A British Museum gyűjteményében négy szkarabeusza található, anyaguk szteatit:
- EA 32305: sötétzöld mázas, kb. 3 cm. Nikaré neve kártusban szerepel, fölötte napkorong és az aranyat jelentő nub hieroglifa, mellette ureusz, alatta neb hieroglifa.[1]
- EA 38569: színe fehérre fakult, kb. 1,9 cm. A király kártusba foglalt neve fölött spirál, mellette ureusz, alatta neb hieroglifa.[2]
- EA 45457: színe fehérre fakult, kb. 1,6 cm. A király neve kártusban, kétoldalt termékenységszimbólum és két fejetlen sólyom, alatta neb hieroglifa.[2]
- EA 17211: kb. 1,6 cm. A király neve kártusban, két ureusz és két sólyom között, felette szárnyas napkorong. Lelőhelye Tell el-Jahudija.[2]

További két szkarabeusza található a Petrie Múzeumban, illetve három a George Fraser Gyűjteményben.

## Forrás
1. ↑  Catalogue of Egyptian scarabs, etc., in the British Museum, vol. 1 (1913), online, p. 33.
2. 1 2 3  Catalogue of Egyptian scarabs, etc., in the British Museum, p. 32
3. ↑  Scarabs and cylinders with names (1917), online, pl. XX
4. ↑  George Fraser, A catalogue of the scarabs belonging to George Fraser, 1900, p. 17.